# Attenborolimulus
Attenborolimulus — це вимерлий рід мечохвостів з одним відомим видом: Attenborolimulus superspinosus. Цей рід відомий з росії, ранній тріас.

## Палеоекологія
Attenborolimulus мешкав у солонуватих і прісноводних середовищах.
У той час як пласти петропавлівської формації мають переважно червоний колір, натомість зразки Attenborolimulus були виявлені в межах лінзи сірого алевроліту до пісковику завтовшки один метр. Ймовірно, цей осад накопичився в ефемерному ставку під час повені.